# Croton spiralis
Croton spiralis är en törelväxtart som beskrevs av Johannes Müller Argoviensis. Croton spiralis ingår i släktet Croton och familjen törelväxter. Inga underarter finns listade i Catalogue of Life.